# Katja Schroffenegger
Katja Schroffenegger (Bolzano, 28 aprile 1991) è una calciatrice italiana, portiere del Como e della nazionale italiana.

## Carriera

### Club
Cresce con la famiglia a Cornedo all'Isarco appassionandosi al calcio già in giovane età, entrando a soli 6 anni nel vivaio dell'Haslacher e rimanendovi fino a metà degli anni 2000, quando passa alle giovanili del Vintl dove rimarrà fino al 2006.
Nello stesso anno comincia la carriera da prima squadra, militando in Alto Adige nel triennio 2006-2009 per il Brixen OBI e tornando alla prima squadra del Südtirol Vintl nel biennio 2009-2011. Nel 2012 viene notata dallo Jena: si trasferisce quindi in Germania, militando sia in prima che in seconda squadra, parentesi funestata da un infortunio alla mano. Nel 2013 passa al Bayern Monaco, ma nel riscaldamento prepartita dell'amichevole contro l'FC Ismaning subisce un grave infortunio, rompendosi il legamento crociato anteriore del ginocchio sinistro. Rimane a Monaco di Baviera per due stagioni, impiegata solo occasionalmente con la formazione riserve nel girone Süd del campionato 2014-2015 di 2. Frauen-Bundesliga.
Nell'estate 2015 si accorda con il Bayer Leverkusen per il successivo campionato di Frauen-Bundesliga, tuttavia nel semestre seguente l'atleta non riesce a trovare spazio nel torneo.
Nel gennaio 2016 decide quindi di rescindere il contratto che la legava al club tedesco, accettando la proposta fattale dal Südtirol, che nel frattempo ha spostato la sede a Bolzano, per tornare a vestire la maglia biancorossa nel girone di ritorno del campionato di Serie A. Scende in campo da titolare il successivo 14 febbraio, alla 13ª giornata, non riuscendo a impedire la goleada con cui l'AGSM Verona si impone per 7-1 in casa delle altoatesine.
Nell'estate 2016 passa all'Unterland di Cortina sulla Strada del Vino, rimanendo due stagioni in Serie B, giocando 29 gare.
Ad agosto 2018 lascia l'Alto Adige per trasferirsi all'Inter Milano, che nell'ottobre successivo cede il titolo sportivo alla neocostituita Inter.
Dopo una stagione lascia le nerazzurre, tornano comunque a giocare in Serie A grazie all'approdo alle toscane del Florentia San Gimignano.
Rimane in Toscana per la stagione 2020-2021, passando alla Fiorentina, con la quale partecipa anche alla Women's Champions League. Lascia il club viola al termine della stagione 2023-2024, dopo aver collezionato in tutto 67 presenze.
Il 12 agosto 2024, Schroffenegger viene ingaggiata a parametro zero dal Como, sempre in Serie A.

### Nazionale
Ha esordito con la nazionale italiana Under-17 il 5 dicembre 2007, nella partita vinta dall'Italia per 6-2 contro le pari età della Bielorussia.
Nel 2009 viene selezionata nella rosa dell'Under-19 per rappresentare l'Italia all'edizione 2009 del campionato europeo di categoria. Debutta con le Azzurrine il 23 aprile allo stadio di Altbüron, nel primo dei tre incontri validi per la seconda fase di qualificazione perso 3-0 con la Svizzera.
Selezionata in seguito anche per la nazionale maggiore, viene convocata come portiere di riserva all'edizione 2011 della Cyprus Cup, facendo il suo debutto tra i pali nella finalina del 9 marzo giocata con la Russia e valida per il nono posto, quando subentra ad Anna Maria Picarelli al 70'.
Antonio Cabrini la convoca nuovamente il 5 giugno 2012, entrando a far parte della rosa a disposizione del commissario tecnico azzurro per la partita Italia-Macedonia del Nord valida per le qualificazioni agli Europei 2013, tuttavia non riuscendo a fare il suo debutto in un torneo ufficiale UEFA.
Nel novembre 2015 è nella lista delle 22 atlete convocate da Cabrini per la doppia amichevole che la nazionale disputerà il successivo 3 dicembre a Guiyang, e il 6 a Qujing, con la nazionale cinese: In quell'occasione scende in campo nella prima partita, subendo la rete siglata all'81' da Wang Shanshan con cui la Cina pareggia quella realizzata dal capitano azzurro Melania Gabbiadini al 38', mentre nella seconda viene sostituita da Francesca Durante e Sabrina Tasselli.
Un anno dopo viene inserita da Cabrini nella lista delle convocate per il Torneio Internacional de Manaus 2016, in programma dal 7 al 18 dicembre dello stesso anno, nelle partite contro Russia, Costa Rica e Brasile.

## Statistiche

### Presenze e reti nei club
Statistiche aggiornate all'11 maggio 2025.
| Stagione              | Squadra               | Campionato            | Campionato | Campionato | Coppe nazionali | Coppe nazionali | Coppe nazionali | Coppe continentali | Coppe continentali | Coppe continentali | Altre coppe | Altre coppe | Altre coppe | Totale | Totale |
| Stagione              | Squadra               | Comp                  | Pres       | Reti       | Comp            | Pres            | Reti            | Comp               | Pres               | Reti               | Comp        | Pres        | Reti        | Pres   | Reti   |
| --------------------- | --------------------- | --------------------- | ---------- | ---------- | --------------- | --------------- | --------------- | ------------------ | ------------------ | ------------------ | ----------- | ----------- | ----------- | ------ | ------ |
| 2006-2007             | Brixen OBI            | B                     | ?          | -?         | CI              | ?               | -?              | -                  | -                  | -                  | -           | -           | -           | ?      | -?     |
| 2007-2008             | Brixen OBI            | B                     | ?          | -?         | CI              | ?               | -?              | -                  | -                  | -                  | -           | -           | -           | ?      | -?     |
| 2008-2009             | Brixen OBI            | B                     | ?          | -?         | CI              | ?               | -?              | -                  | -                  | -                  | -           | -           | -           | ?      | -?     |
| Totale Brixen OBI     | Totale Brixen OBI     | Totale Brixen OBI     | 45+        | -56+       |                 | ?               | -?              |                    | -                  | -                  |             | -           | -           | 45+    | -56+   |
| 2009-2010             | Südtirol Vintl        | A2                    | 22         | -20        | CI              | ?               | ?               | -                  | -                  | -                  | -           | -           | -           | 22+    | -20+   |
| 2010-2011             | Südtirol Vintl        | A                     | 25         | -65        | CI              | ?               | ?               | -                  | -                  | -                  | -           | -           | -           | ?      | -?     |
| Totale Südtirol Vintl | Totale Südtirol Vintl | Totale Südtirol Vintl | 47         | -85        |                 | ?               | -?              |                    | -                  | -                  |             | -           | -           | 47+    | -85+   |
| 2011-2012             | Jena                  | BL                    | 11         | -21        | CG              | 2               | -3              | -                  | -                  | -                  | -           | -           | -           | 13     | -24    |
| 2012-2013             | Jena                  | BL                    | 6+2        | -13-3      | CG              | 2               | -3              | -                  | -                  | -                  | -           | -           | -           | 10     | -19    |
| Totale Jena           | Totale Jena           | Totale Jena           | 19         | -37        |                 | 4               | -6              |                    | -                  | -                  |             | -           | -           | 23     | -43    |
| 2013-2014             | Bayern Monaco         | BL                    | 0          | 0          | CG              | 0               | 0               | -                  | -                  | -                  | -           | -           | -           | 1      | -1     |
| 2014-2015             | Bayern Monaco         | 2.BL                  | 7          | -8         | CG              | 1               | -1              | -                  | -                  | -                  | -           | -           | -           | 8      | -9     |
| Totale Bayern Monaco  | Totale Bayern Monaco  | Totale Bayern Monaco  | 7          | -8         |                 | 1               | -1              |                    | -                  | -                  |             | -           | -           | 8      | -9     |
| 2015-feb. 2016        | Bayer Leverkusen      | BL                    | 0          | 0          | CG              | 1               | 0               | -                  | -                  | -                  | -           | -           | -           | 1      | 0      |
| feb.-giu. 2016        | Südtirol              | A                     | 9          | -22        | CI              | 0               | 0               | -                  | -                  | -                  | -           | -           | -           | 9      | -22    |
| 2016-2017             | Unterland             | B                     | ?          | ?          | CI              | ?               | ?               | -                  | -                  | -                  | -           | -           | -           | ?      | ?      |
| 2017-2018             | Unterland             | B                     | ?          | ?          | CI              | ?               | ?               | -                  | -                  | -                  | -           | -           | -           | ?      | ?      |
| Totale Unterland      | Totale Unterland      | Totale Unterland      | 29         | -42        |                 | ?               | ?               |                    | -                  | -                  |             | -           | -           | 29+    | -42+   |
| 2018-2019             | Inter                 | B                     | 16         | -6         | CI              | 1+              | -5              | -                  | -                  | -                  | -           | -           | -           | 17+    | -11    |
| 2019-2020             | Florentia S.G.        | A                     | 9          | -16        | CI              | 1               | -1              | -                  | -                  | -                  | -           | -           | -           | 10     | -17    |
| 2020-2021             | Fiorentina            | A                     | 15         | -21        | CI              | 2               | -2              | UWCL               | 3                  | -8                 | SI          | 2           | -3          | 22     | -34    |
| 2021-2022             | Fiorentina            | A                     | 15         | -19        | CI              | 1               | -2              | -                  | -                  | -                  | -           | -           | -           | 16     | -21    |
| 2022-2023             | Fiorentina            | A                     | 15         | -27        | CI              | 1               | -1              | -                  | -                  | -                  | -           | -           | -           | 16     | -28    |
| 2023-2024             | Fiorentina            | A                     | 13         | -18        | CI              | 3               | -3              | -                  | -                  | -                  | -           | -           | -           | 16     | -21    |
| Totale Fiorentina     | Totale Fiorentina     | Totale Fiorentina     | 58         | -85        |                 | 7               | -8              |                    | 3                  | -8                 |             | 2           | -3          | 70     | -104   |
| 2024-2025             | Como                  | A                     | 1          | 0          | CI              | 0               | 0               |                    | -                  | -                  |             | -           | -           | 1      | 0      |
| Totale carriera       | Totale carriera       | Totale carriera       | 211+       | -314+      |                 | 15+             | -21             |                    | 3                  | -8                 |             | 2           | -3          | 231+   | -347+  |

### Cronologia delle presenze e delle reti in nazionale
| Cronologia completa delle presenze e delle reti in nazionale ― Italia | Cronologia completa delle presenze e delle reti in nazionale ― Italia | Cronologia completa delle presenze e delle reti in nazionale ― Italia | Cronologia completa delle presenze e delle reti in nazionale ― Italia | Cronologia completa delle presenze e delle reti in nazionale ― Italia | Cronologia completa delle presenze e delle reti in nazionale ― Italia | Cronologia completa delle presenze e delle reti in nazionale ― Italia | Cronologia completa delle presenze e delle reti in nazionale ― Italia |
| Data                                                                  | Città                                                                 | In casa                                                               | Risultato                                                             | Ospiti                                                                | Competizione                                                          | Reti                                                                  | Note                                                                  |
| --------------------------------------------------------------------- | --------------------------------------------------------------------- | --------------------------------------------------------------------- | --------------------------------------------------------------------- | --------------------------------------------------------------------- | --------------------------------------------------------------------- | --------------------------------------------------------------------- | --------------------------------------------------------------------- |
| 9-3-2011                                                              | Larnaca                                                               | Russia                                                                | 0 – 2                                                                 | Italia                                                                | Cyprus Cup 2011 - finale 9º/10º posto                                 | -                                                                     | 79’                                                                   |
| 6-3-2015                                                              | Larnaca                                                               | Italia                                                                | 3 – 2                                                                 | Scozia                                                                | Cyprus Cup 2015 - 1º turno                                            | -2                                                                    |                                                                       |
| 11-3-2015                                                             | Larnaca                                                               | Italia                                                                | 2 – 3                                                                 | Messico                                                               | Cyprus Cup 2015 - finale 3º/4º posto                                  | -3                                                                    |                                                                       |
| 3-12-2015                                                             | Guiyang                                                               | Cina                                                                  | 1 – 1                                                                 | Italia                                                                | Amichevole                                                            | -1                                                                    |                                                                       |
| 7-3-2016                                                              | Larnaca                                                               | Italia                                                                | 0 – 0                                                                 | Austria                                                               | Cyprus Cup 2016 - 1º turno                                            | -                                                                     |                                                                       |
| 9-4-2016                                                              | Bienne                                                                | Svizzera                                                              | 2 – 1                                                                 | Italia                                                                | Qual. Euro 2017                                                       | -2                                                                    |                                                                       |
| 12-4-2016                                                             | Reggio Emilia                                                         | Italia                                                                | 3 – 1                                                                 | Irlanda del Nord                                                      | Qual. Euro 2017                                                       | -1                                                                    |                                                                       |
| 7-6-2016                                                              | Gori                                                                  | Georgia                                                               | 0 – 7                                                                 | Italia                                                                | Qual. Euro 2017                                                       | -                                                                     |                                                                       |
| 7-12-2016                                                             | Manaus                                                                | Russia                                                                | 0 – 3                                                                 | Italia                                                                | Torneio Internacional 2016 - 1º turno                                 | -                                                                     |                                                                       |
| 7-12-2016                                                             | Manaus                                                                | Italia                                                                | 3 – 0                                                                 | Costa Rica                                                            | Torneio Internacional 2016 - 1º turno                                 | -                                                                     |                                                                       |
| 18-12-2016                                                            | Manaus                                                                | Brasile                                                               | 5 – 3                                                                 | Italia                                                                | Torneio Internacional 2016 - Finale                                   | -5                                                                    |                                                                       |
| 7-4-2017                                                              | Stoke-on-Trent                                                        | Inghilterra                                                           | 1 – 1                                                                 | Italia                                                                | Amichevole                                                            | -1                                                                    |                                                                       |
| 7-3-2020                                                              | Parchal                                                               | Nuova Zelanda                                                         | 0 – 3                                                                 | Italia                                                                | Algarve Cup 2020 - Seconda fase                                       | -                                                                     |                                                                       |
| 14-6-2021                                                             | Wiener Neustadt                                                       | Austria                                                               | 2 – 3                                                                 | Italia                                                                | Amichevole                                                            | -2                                                                    |                                                                       |
| 22-10-2021                                                            | Castel di Sangro                                                      | Italia                                                                | 3 – 0                                                                 | Croazia                                                               | Qual. Mondiali 2023                                                   | -                                                                     |                                                                       |
| 16-2-2023                                                             | Milton Keynes                                                         | Italia                                                                | 1 – 2                                                                 | Belgio                                                                | Arnold Clark Cup 2023                                                 | -2                                                                    |                                                                       |
| 23-2-2024                                                             | Bagno a Ripoli                                                        | Italia                                                                | 0 – 0                                                                 | Irlanda                                                               | Amichevole                                                            | -                                                                     |                                                                       |
| Totale                                                                |                                                                       | Presenze                                                              | 17                                                                    |                                                                       | Reti                                                                  | -19                                                                   |                                                                       |

## Palmarès

### Club
- Campionato tedesco: 1

Bayern Monaco: 2014-2015
- Campionato italiano di Serie B: 1

Inter: 2018-2019

### Nazionale
- Campionato d'Europa under 19: 1

Francia 2008